# Critics' Choice Award de melhor direção
O Critics' Choice Movie Award de Melhor Diretor é um dos prêmios apresentados pela Broadcast Film Critics Association em seu prêmio anual Critics' Choice Movie Awards.

## Lista de Vencedores e Indicados

### 1990s
- 1996: Mel Gibson – Braveheart †
- 1997: Anthony Minghella – The English Patient †
- 1998: James Cameron – Titanic †
- 1999: Steven Spielberg – Saving Private Ryan †
- 2000: Sam Mendes – American Beauty †

### 2000s
| - 2001: Steven Soderbergh – Erin Brockovich ‡ e Traffic † - 2002: Ron Howard – A Beautiful Mind † / Baz Luhrmann – Moulin Rouge! ‡ (EMPATE) - Peter Jackson – The Lord of the Rings: The Fellowship of the Ring ‡ - 2003: Steven Spielberg – Catch Me If You Can e Minority Report - Roman Polanski – The Pianist † - Martin Scorsese – Gangs of New York ‡ - 2004: Peter Jackson – The Lord of the Rings: The Return of the King † - Tim Burton – Big Fish - Sofia Coppola – Lost in Translation ‡ - Clint Eastwood – Mystic River ‡ - Jim Sheridan – In America - 2005: Martin Scorsese – The Aviator ‡ - Clint Eastwood – Million Dollar Baby † - Marc Forster – Finding Neverland - Taylor Hackford – Ray ‡ - Alexander Payne – Sideways ‡ - 2006: Ang Lee – Brokeback Mountain † - George Clooney – Good Night, and Good Luck - Paul Haggis – Crash - Ron Howard – Cinderella Man - Steven Spielberg – Munich | - 2007: Martin Scorsese – The Departed † - Bill Condon – Dreamgirls - Clint Eastwood – Letters from Iwo Jima - Stephen Frears – The Queen - Paul Greengrass – United 93 - 2008: Joel Coen e Ethan Coen – No Country for Old Men † - Tim Burton – Sweeney Todd: The Demon Barber of Fleet Street - Sean Penn – Into the Wild - Julian Schnabel – Le Scaphandre et le Papillon (The Diving Bell and the Butterfly) - Joe Wright – Atonement - 2009: Danny Boyle – Slumdog Millionaire † - David Fincher – The Curious Case of Benjamin Button - Ron Howard – Frost/Nixon - Christopher Nolan – The Dark Knight - Gus Van Sant – Milk - 2010: Kathryn Bigelow – The Hurt Locker † - James Cameron – Avatar - Lee Daniels – Precious - Clint Eastwood – Invictus - Jason Reitman – Up in the Air - Quentin Tarantino – Inglourious Basterds |

### 2010s
| - 2011: David Fincher – The Social Network - Darren Aronofsky – Black Swan - Danny Boyle – 127 Hours - Joel e Ethan Coen – True Grit - Tom Hooper – The King's Speech † - Christopher Nolan – Inception - 2012: Michel Hazanavicius – The Artist † - Stephen Daldry – Extremely Loud & Incredibly Close - Alexander Payne – The Descendants - Nicolas Winding Refn – Drive - Martin Scorsese – Hugo - Steven Spielberg – War Horse - 2013: Ben Affleck – Argo - Kathryn Bigelow – Zero Dark Thirty - Tom Hooper – Les Misérables - Ang Lee – Life of Pi † - David O. Russell – Silver Linings Playbook - Steven Spielberg – Lincoln - 2014: Alfonso Cuarón – Gravity † - Paul Greengrass – Captain Phillips - Spike Jonze – Her - Steve McQueen – 12 Years a Slave - David O. Russell – American Hustle - Martin Scorsese – The Wolf of Wall Street - 2015: Richard Linklater – Boyhood ‡ - Wes Anderson – The Grand Budapest Hotel ‡ - Ava DuVernay – Selma - David Fincher – Gone Girl - Alejandro González Iñárritu – Birdman or (The Unexpected Virtue of Ignorance) † - Angelina Jolie – Unbroken | - 2016: George Miller – Mad Max: Fury Road ‡ - Todd Haynes – Carol - Alejandro González Iñárritu – The Revenant † - Tom McCarthy – Spotlight ‡ - Ridley Scott – The Martian - Steven Spielberg – Bridge of Spies - 2017: Damien Chazelle – La La Land † - Mel Gibson – Hacksaw Ridge - Barry Jenkins – Moonlight ‡ - Kenneth Lonergan – Manchester by the Sea ‡ - David Mackenzie – Hell or High Water - Denis Villeneuve – Arrival ‡ - Denzel Washington – Fences - 2018: Guillermo del Toro – The Shape of Water † - Greta Gerwig – Lady Bird ‡ - Luca Guadagnino – Call Me by Your Name - Martin McDonagh – Three Billboards Outside Ebbing, Missouri - Christopher Nolan – Dunkirk ‡ - Jordan Peele – Get Out ‡ - Steven Spielberg – The Post - 2019: Alfonso Cuarón – Roma † - Damien Chazelle – First Man - Bradley Cooper – A Star Is Born - Peter Farrelly – Green Book - Yorgos Lanthimos – The Favourite ‡ - Spike Lee – BlacKkKlansman ‡ - Adam McKay – Vice ‡ - 2020: Sam Mendes – 1917 ‡ / Bong Joon-ho – Parasite † (empate) - Noah Baumbach – Marriage Story - Greta Gerwig – Little Women - Josh e Benny Safdie – Uncut Gems - Martin Scorsese – The Irishman ‡ - Quentin Tarantino – Once Upon a Time in Hollywood ‡ |

### Década de 2020
2021: Chloé Zhao – Nomadland † 
- Aaron Sorkin – The Trial of the Chicago 7
- David Fincher – Mank ‡
- Emerald Fennell – Promising Young Woman ‡
- Lee Isaac Chung – Minari ‡
- Regina King – One Night in Miami...
- Spike Lee – Da 5 Bloods

2022: Jane Campion – The Power of the Dog † 
- Paul Thomas Anderson – Licorice Pizza ‡
- Guillermo del Toro – Nightmare Alley
- Steven Spielberg – West Side Story ‡
- Kenneth Branagh – Belfast ‡
- Denis Villeneuve – Dune

2023: Daniel Kwan e Daniel Scheinert – Everything Everywhere All at Once †
- Baz Luhrmann – Elvis
- Damien Chazelle – Babylon
- Gina Prince-Bythewood – The Woman King
- James Cameron – Avatar: The Way of Wather
- Martin McDonagh – The Banshees of Inisherin ‡
- Sarah Polley – Women Talking
- S. S. Rajamouli – RRR
- Steven Spielberg – The Fabelmans ‡
- Todd Field – Tár ‡

2024: Christopher Nolan – Oppenheimer †
- Yorgos Lanthimos – Poor Things ‡
- Alexander Payne – The Holdovers
- Martin Scorsese – Killers of the Flower Moon ‡
- Bradley Cooper – Maestro
- Greta Gerwig – Barbie

2025: Jon M. Chu – Wicked 
- Jacques Audiard – Emilia Pérez ‡
- Sean Baker – Anora ‡
- Edward Berger – Conclave
- Brady Corbet – The Brutalist ‡
- Coralie Fargeat – The Substance ‡
- RaMell Ross - Nickel Boys
- Denis Villeneuve - Dune: Part Two

## Múltiplas Indicações
| 2 indicações - Kathryn Bigelow - Danny Boyle - Tim Burton - James Cameron - Joel Coen and Ethan Coen - Alfonso Cuarón - Mel Gibson - Paul Greengrass - Tom Hooper - Alejandro G. Iñárritu - Peter Jackson - Ang Lee - Alexander Payne - David O. Russell - Quentin Tarantino | 3 indicações - Ron Howard - Christopher Nolan - Damien Chazelle 4 indicações - Clint Eastwood - David Fincher 6 indicações - Martin Scorsese 8 indicações - Steven Spielberg |

## Múltiplas Vitórias
| 2 vitórias - Alfonso Cuarón - Sam Mendes - Martin Scorsese - Steven Spielberg |